# Mats Svensson
Pour les articles homonymes, voir Svensson.
Mats Gunnar Svensson, né le 28 avril 1943 à Borås, est un nageur suédois.

## Carrière
Aux Championnats d'Europe de natation 1962 à Leipzig, il est médaillé d'or du relais 4 × 200 mètres nage libre et médaillé de bronze du 4 × 100 mètres nage libre. Il participe aux Jeux olympiques d'été de 1964 à Tokyo ; éliminé en séries du 400 mètres nage libre, il termine cinquième de la finale du 4 × 200 mètres nage libre.

## Palmarès

### Championnats d'Europe
- Championnats d'Europe 1962 à Leipzig (Allemagne de l'Est) :
  -  Médaille d'or du relais 4 × 200 m nage libre.
  -  Médaille de bronze du relais 4 × 100 m nage libre.